# یواس‌اس وینستون (ای‌کی‌ای-۹۴)
یواس‌اس وینستون (ای‌کی‌ای-۹۴) (به انگلیسی: USS Winston (AKA-94)) یک کشتی بود که طول آن ۴۵۹ فوت ۲ اینچ (۱۳۹٫۹۵ متر) بود. این کشتی در سال ۱۹۴۴ ساخته شد.